# Darkoti
Darkuti o Darkoti fou un petit estat tributari protegit de la regió de les muyntanyes Simla (avui Himachal Pradesh) sota el govern del Panjab. Tenia una superfície de 13 km² i una població el 1881 de 590 habitants.
Estava governat per una dinastia de rajputs, el primer dels quals, Durga Singh Kachhawa l'hauria fundat el segle XI. L'estat fou ocupat pels gurkhes del 1803 al 1815 però en aquest any els britànics van restablir al raja. Degut a la reduïda superfície no se li va fixar tribut. La situació és a 31° 07′ N, 77° 38′ E / 31.117°N,77.633°E.

## Llista dels darrers sobirans
- Rana Sutes Ram 1815-1854
- Rana Paras Ram (fill) 1854-1856
- Rana Ram Singh (fill) 1856-1883 (+ 15 d'octubre de 1883)
- Rana Ram Saran Singh (fill) 1883-1918 (+ 24 de setembre de 1918)
- Rana Raghunat Singh 1918-1950 (+ 1951)